# تای او
تای او (به لاتین: Tai O) یک منطقهٔ مسکونی در هنگ کنگ است که در منطقه جزایر واقع شده‌است. تای او ۱٬۲۰۰ نفر جمعیت دارد.